# Pierre Paquin
Pour les articles homonymes, voir Paquin.
Pierre Paquin, né le 23 août 1979 à Neuilly-sur-Seine, est un skieur alpin français. Sa discipline de prédilection est le super combiné.

## Biographie
Pierre Paquin est actif dans des courses internationales à partir de la saison 1994-1995 et la Coupe d'Europe en 1998.
Il fait ses débuts en Coupe du monde en 2000 au slalom d'Adelboden, mais prend part régulièrement aux courses à partir de la saison 2005-2006, où il marque ses premiers points au super combiné de Wengen (26e). En novembre 2006, il obtient une onzième place au super combiné de Beaver Creek, classement qu'il égalera en janvier 2008 à Kitzbühel dans un combiné. Il marque aussi des points en slalom en décembre 2007 avec un douzième rang à Alta Badia.
Il a connu une sélection en championnat du monde en 2007, où il est disqualifié au super combiné.
2007 et 2008 sont aussi ses meilleures années, remportant des titres de champion de France (super combiné 2007 et 2008, descente 2007, slalom indoor 2008).
Cependant, il arrête la compétition après la saison 2008-2009. Il crée ensuite sa propre enterprise qui vend des équipements de fitness.

## Palmarès

### Championnats du monde
| Épreuve / Édition | Åre 2007    |
| Super combiné     | Disqualifié |

### Coupe du monde
- Meilleur classement général : 74e en 2008.
- Meilleur résultat : 11e.

#### Classements par épreuve en Coupe du monde
| Saison / Épreuve | Saison / Épreuve | Général | Général | Descente | Descente | Slalom | Slalom | Slalom géant | Slalom géant | Super G | Super G | Combiné | Combiné |
| ---------------- | ---------------- | ------- | ------- | -------- | -------- | ------ | ------ | ------------ | ------------ | ------- | ------- | ------- | ------- |
| Saison / Épreuve | Saison / Épreuve | Class.  | Points  | Class.   | Points   | Class. | Points | Class.       | Points       | Class.  | Points  | Class.  | Points  |
| 2006             | 2006             | 130e    | 9       | -        | -        | -      | -      | -            | -            | -       | -       | 41e     | 9       |
| 2007             | 2007             | 98e     | 38      | -        | -        | -      | -      | -            | -            | -       | -       | 25e     | 38      |
| 2008             | 2008             | 74e     | 88      | -        | -        | 48e    | 22     | -            | -            | -       | -       | 16e     | 66      |
| 2009             | 2009             | 117e    | 38      | -        | -        | -      | -      | -            | -            | -       | -       | 30e     | 38      |

### Championnats de France
- Champion de France de super combiné en 2007 et 2008.
- Champion de France de descente en 2007.
- Champion de France de slalom indoor en 2008[1].